# District de Chang'an (Shijiazhuang)
Pour les articles homonymes, voir Chang'an (homonymie).
Le district de Chang'an (长安区 ; pinyin : Cháng'ān Qū) est une subdivision administrative de la province du Hebei en Chine. Il est placé sous la juridiction de la ville-préfecture de Shijiazhuang.